# Premio de la Crítica de narrativa catalana
El "Premio de la Crítica a la narrativa catalana" es un galardón literario anual que, desde 1978, concede cada año la Asociación Española de Críticos Literarios a la mejor obra de narrativa escrita en lengua catalana durante el año anterior. Aunque se entregaron por primera vez en 1962, no se volvieron a conceder hasta 1976. En 1977 no se concedió por un problema de fechas, y a partir de 1978 ya se entregaron de forma anual.
El premio, que no tiene dotación económica, es concedido durante el mes de abril de cada año, tras la deliberación de un jurado integrado por 22 miembros de la Asociación Española de Críticos Literarios, que también conceden el "Premio de la Crítica de poesía catalana".
La Asociación Española de Críticos Literarios concede otros Premios de la Crítica, a obras escritas en las otras tres lenguas oficiales en España, castellano, gallego y euskera.
El autor más veces galardonado con el "Premio de la Crítica de narrativa catalana" es Jaume Cabré, que ha sido galardonado en cuatro ocasiones, en 1984, 1991, 2004 y 2011. Joan Francesc Mira lo ha ganado en tres ocasiones en 1996, 2003 y 2008. Baltasar Porcel ha sido galardonado en dos ocasiones, en 1976 y 2000.

## Ganadores
- 1962, Llorenç Villalonga por «Bearn»
- 1977, Baltasar Porcel por «Cavalls cap a la fosca»
- 1978, no concedido
- 1979, Miquel Àngel Riera por «L'endemà de mai»
- 1980, Josep Pla por «Notes del capvesprol»
- 1981, Mercè Rodoreda por «Viajes y flores»
- 1982, Joan Perucho por «Les aventures del cavaller Kosmas»
- 1983, Valerià Pujol por «Interruptus»
- 1984, Pere Gimferrer por «Fortuny»
- 1985, Jaume Cabré por «Fra Junoy o l'agonia dels sons»
- 1986, Maria Àngels Anglada por «Sandàlies d'escuma»
- 1987, Robert Saladrigas por «Memorial de Claudi M. Broch»
- 1988, desierto
- 1989, Jesús Moncada por «Camí de sirga»
- 1990, Miquel de Palol por «El jardí dels set crepuscles»
- 1991, Miquel Àngel Riera por «Illa Flaubert»
- 1992, Jaume Cabré por «Senyoria»
- 1993, Maria Barbal por «Càmfora»
- 1994, Jordi Coca por «Louise, un conte sobre la felicitat»
- 1995, Maria Mercè Marçal por «La passió segons Renée Vivien»
- 1996, Biel Mesquida por «Excelsior o el temps escrit»
- 1997, Joan Francesc Mira por «Borja Papa»
- 1998, Joan Rendé por «El barber violador»
- 1999, Miquel Bauçà por «El Canvi»
- 2000, Valentí Puig por «Maniobres privades»
- 2001, Baltasar Porcel por «El cor del senglar»
- 2002, Julià de Jòdar por «El trànsit de les fades»
- 2003, Ferran Torrent por «Societat limitada»
- 2004, Joan Francesc Mira por «Purgatori»
- 2005, Jaume Cabré por «Les veus del Pamano»
- 2006, Núria Perpinyà por «Mistana»
- 2007, Eduard Márquez por «La decisió de Brandes»
- 2008, Manuel Baixauli por «L'home manuscrit»
- 2009, Joan Francesc Mira por «El professor d'història»
- 2010, Francesc Serés por «Contes russos»
- 2011, Jordi Puntí por «Maletes perdudes»
- 2012, Jaume Cabré por «Jo confesso»
- 2013, Jordi Coca por «En caure la tarda»
- 2014, Pep Coll por «Dos taüts negres i dos de blancs»
- 2015, Toni Sala Isern por «Els nois»[1]
- 2016, Martí Domínguez por «La sega»
- 2017, Sebastià Perelló Arrom por «Veus al ras»
- 2018, Maria Guasch por «Els fills de Llacuna Park»
- 2019, Sergi Pàmies por «L'art de portar gavardina»
- 2020, Jordi Lara por «Sis nits d'agost»
- 2021, Albert Pijuan por «Tsunami»
- 2022, Borja Bagunyà por «Els angles morts»
- 2023, Raquel Ricart por «El dit de déu»[2]
- 2024, Pasqual Farràs por «la necessitat»
- 2025, Joan Vigó por «Les platges del clatell»